# Metropolitano de Sapporo
O Metrô de Sapporo é um sistema de metropolitano que serve a cidade japonesa de Sapporo.